# Roman Virastyuk
Roman Yaroslavovitch Virastyuk (en ukrainien : Рома́н Яросла́вович Вірастю́к), né le 20 avril 1968 à Ivano-Frankivsk (république socialiste soviétique d'Ukraine) et mort le 27 juillet 2019 à Kiev (Ukraine), est un athlète ukrainien spécialiste du lancer du poids.

## Carrière
Au début de sa carrière, en 1991, Roman Virastyuk est suspendu deux ans pour dopage.
En 1994, il remporte la médaille de bronze aux Championnats d'Europe d'Helsinki avec un lancer à 19,59 m. Il est devancé par ses compatriotes Aleksandr Klimenko (20,78 m) et Oleksandr Bahach (20,34 m), pour un triplé ukrainien au lancer du poids.
L'année suivante, il se classe septième lors des Championnats du monde de Göteborg.
En 1996, Virastyuk prend la sixième place des Jeux olympiques d'Atlanta en réalisant 20,45 m. Il termine une nouvelle fois sixième aux Championnats du monde organisés à Athènes, avec un jet à 20,12 m.
Il a également remporté trois médailles d'argent aux Jeux mondiaux militaires, en 1995, 1999 et 2003.
Roman Virastyuk met un terme à sa carrière après les Jeux olympiques de 2004, au cours desquels il ne parvient pas à se qualifier pour la finale.
Il décède le 27 juillet 2019 conséquemment à une opération complexe du cœur subie le 11 juillet et de laquelle il n'a pas pu se rétablir.

### Famille
Roman Virastyuk est le frère aîné de Vasyl Virastyuk (en), qui a notamment remporté le concours de l'homme le plus fort du monde en 2004.

## Palmarès
| Date | Compétition                    | Lieu     | Résultat | Performance |
| ---- | ------------------------------ | -------- | -------- | ----------- |
| 1994 | Championnats d'Europe          | Helsinki | 3e       | 19,59 m     |
| 1995 | Jeux mondiaux militaires       | Rome     | 2e       | 18,73 m     |
| 1995 | Championnats du monde          | Göteborg | 7e       | 19,66 m     |
| 1996 | Jeux olympiques                | Atlanta  | 6e       | 20,45 m     |
| 1997 | Championnats du monde          | Athènes  | 6e       | 20,12 m     |
| 1998 | Championnats d'Europe en salle | Valence  | 5e       | 20,19 m     |
| 1999 | Jeux mondiaux militaires       | Zagreb   | 2e       | 19,90 m     |
| 2000 | Championnats d'Europe en salle | Gand     | 5e       | 20,07 m     |
| 2003 | Jeux mondiaux militaires       | Catane   | 2e       | 19,30 m     |
| 2003 | Championnats du monde          | Paris    | 9e       | 19,61 m     |

## Records
| Épreuve          | Performance | Lieu            | Date        |
| ---------------- | ----------- | --------------- | ----------- |
| Lancer du poids  | 21,34 m     | Ivano-Frankivsk | 7 mai 2000  |
| Lancer du disque | 49,73 m     | Lisbonne        | 26 mai 2002 |

| Épreuve         | Performance | Lieu | Date            |
| --------------- | ----------- | ---- | --------------- |
| Lancer du poids | 20,63 m     | Lviv | 11 février 2002 |